# Ufuk Budak
Ufuk Budak (* 26. Mai 1990 in Heidenheim an der Brenz) ist ein deutsch-aserbaidschanischer Fußballspieler türkischer Abstammung.

## Karriere

### Im Verein
Der in Deutschland geborene und aufgewachsene Budak durchlief die Jugend beim Heidenheimer SB und schloss sich im Sommer 1999 der E-Jugend des SSV Ulm 1846 an. Bis zum Sommer 2009 durchlief er alle Altersklassen bis zur U-19, spielte dann ein Jahr in der 1. Mannschaft und wechselte anschließend zur Reserve des SC Freiburg. Am 14. Mai 2012 wurde Budak beim SC Freiburg verabschiedet und verließ somit mit Ablauf seines Vertrages den Verein zum 30. Juni 2012. Am 23. Juni 2012 unterschrieb Budak einen Dreijahresvertrag in der Türkei mit Eskişehirspor.
Zur die Rückrunde der Saison 2013/14 wurde Budak an den Zweitligisten Gaziantep Büyükşehir Belediyespor abgegeben. Zur Saison 2016/17 wurde er gemeinsam mit seinen beiden Teamkollegen Umut Sönmez und Erkam Reşmen vom Erstligisten Kayserispor verpflichtet. Im Januar 2017 zog er zum Zweitligisten Manisaspor und im Sommer 2017 zum Zweitligisten Samsunspor weiter. Nachdem verfehlten Klassenerhalt mit Samsunspor verließ er im Sommer 2018 Samsunspor und zog zum Ligarivalen Boluspor weiter. Wiederum nur ein Jahr später unterschrieb er einen Vertrag bei Ligarivale Altınordu Izmir.

### In der Nationalmannschaft
Am 8. August 2011 wurde er erstmals für ein Länderspiel von Aserbaidschan berufen und gab am 6. September 2011 sein Debüt für die Nationalmannschaft im Europameisterschafts-Qualifikationsspiel gegen Kasachstan.